# Самолуково
Самолуково — деревня в Локнянском районе Псковской области России.
Входит в состав Самолуковской волости.
Расположена в 26 км к югу от райцентра Локня и к востоку от волостного центра Башово. Железнодорожная станция Самолуково на участке Дно — Дедовичи — Бежаницы — Локня — Великие Луки.

## Население
| 2001 | 2002 | 2010 |
| ---- | ---- | ---- |
| 240  | ↘196 | ↘143 |

Численность населения деревни по оценке на начало 2001 года составляла 240 жителей.